# Saint-Jean-de-Tholome
Saint-Jean-de-Tholome è un comune francese di 903 abitanti situato nel dipartimento dell'Alta Savoia della regione dell'Alvernia-Rodano-Alpi.

## Società

### Evoluzione demografica
Abitanti censiti